# كارل موريس
كارل موريس (بالإنجليزية: Carl Morris (painter))‏ (و. 1911 – 1993 م) هو رسام من الولايات المتحدة الأمريكية . ولد في يوربا ليندا، أورانج، كاليفورنيا .

## التعليم
تعلم في School of the Art Institute of Chicago.